# Maxwel Cornet
Pour les articles homonymes, voir Cornet.
Maxwel Cornet, né le 27 septembre 1996 à Bregbo, en Côte d'Ivoire, est un footballeur international ivoirien évoluant aux postes d'attaquant gauche et de latéral gauche à West Ham United.

## Biographie
Né le 27 septembre 1996 à Bregbo, en Côte d'Ivoire, Cornet quitte son pays pour la France à l'âge de trois ans et demi. Il se lance assez rapidement dans le football et entre au centre de formation du FC Metz en 2003. Il est accueilli au club avant l'âge de 7 ans. En 2008 il remporte la Danone Nations Cup avec le club.

### Carrière en clubs

#### FC Metz (2003-2015)
Cornet fait ses débuts avec l'équipe professionnelle du FC Metz à 16 ans en 2012, club avec lequel il remporte le championnat de Ligue 2 de la saison 2013-2014. Pour sa première saison en tant que pro, il inscrit, toutes compétitions confondues, 3 buts en 12 matchs dont 5 en tant que titulaire. Il ne trouvera en revanche pas le chemin des filets lors de sa seconde saison, en disputant 16 matchs toutes compétitions confondues. À la suite de son refus de prolonger son contrat, les dirigeants messins décident de se passer de ses services lors de la saison suivante en Ligue 1.

#### Olympique lyonnais (2015-2021)
En fin de contrat avec Metz en juin 2015, il s'engage avec l'Olympique lyonnais le 16 janvier 2015 pour une somme de 200 000 €, et rejoint ainsi un club qui le suivait déjà étant plus jeune. Il effectue son premier entraînement avec sa nouvelle équipe dès le lendemain. Son entraîneur Hubert Fournier le convoque pour la première fois sous ses nouvelles couleurs le 20 janvier 2015 contre Nantes en coupe de France (défaite 3-2). À 18 ans, il connaît sa première apparition sous ses nouvelles couleurs lors de la 22e journée de Ligue 1 dans un match opposant l'OL à son ancienne équipe, le FC Metz (victoire 2-0), au Stade de Gerland, en remplaçant Alexandre Lacazette, Cornet dispute 56 minutes de jeu.
Au cours de la saison 2015-2016, Cornet voit son temps de jeu augmenter à la suite des départs de Clinton Njie (Tottenham) et de Yassine Benzia (Lille OSC) et à la grave blessure de Nabil Fekir. Le 23 octobre 2015, il inscrit son premier but avec les Gones lors d'un match de championnat face à Toulouse (victoire 3-0).
Le 9 décembre 2015, il est titulaire pour le dernier match de la phase de poules de la Ligue des champions à Valence et marque son premier but dans cette compétition d'une frappe superbe (victoire 2-0). Le 3 janvier 2016, il signe son premier doublé avec le club rhodanien à l'occasion des 32es de finale de la Coupe de France, sur la pelouse du Limoges FC, et contribue à la large victoire 7 à 0.
Le 28 février 2016, il ouvre le score lors de la réception du Paris SG au Parc OL pour une victoire 2 à 1 qui marque la fin d'une série de 36 matchs sans défaite pour le club parisien en championnat. Au cours de ce mois de février, il s'impose au poste d'ailier gauche dans le 4-3-3 lyonnais, enchaînant pour la première fois les titularisations depuis son arrivée dans le Rhône.

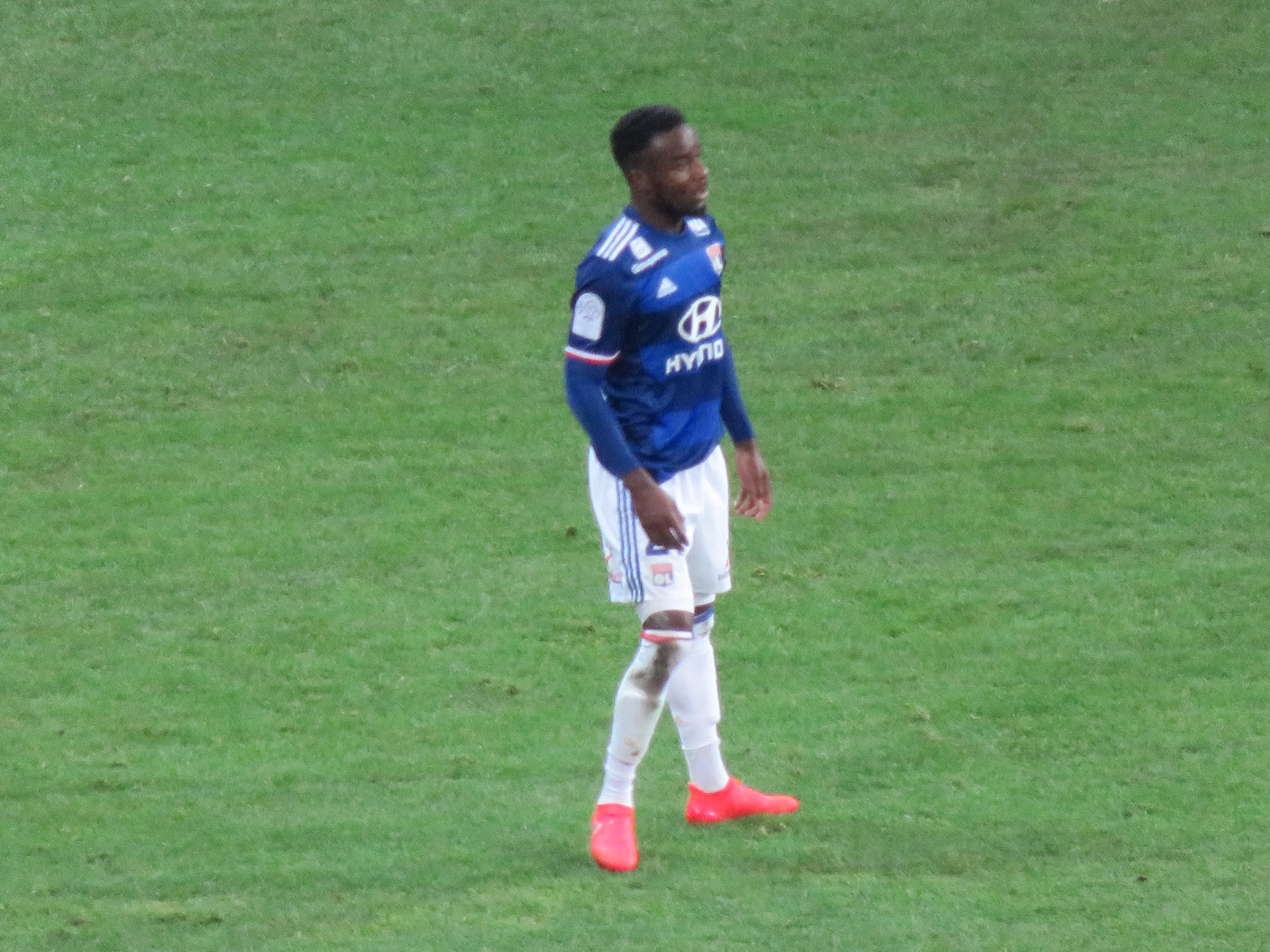
Maxwel Cornet lors d'un match contre le LOSC, en novembre 2016.

Le vendredi 8 avril 2016, il inscrit face au Montpellier HSC son premier doublé sous le maillot lyonnais en Ligue 1, et ce sur ses deux seules frappes cadrées de la rencontre. Le 15 avril 2016, il se fait expulser en début de rencontre pour un tacle un peu trop appuyé sur Yoan Cardinale, le portier de l'OGC Nice. Il boucle la saison 2015-2016 sur un bilan honorable de 12 buts et 3 passes décisives en 39 rencontres. Il aura disputé, toutes compétitions confondues, 1 936 minutes sous le maillot lyonnais, soit l’équivalent d'un peu plus de 21 matches de 90 minutes.
À l'aube de la saison 2016-2017, il prolonge son contrat avec les Gones jusqu'en 2021.
En Ligue des champions, le 14 septembre 2016, il inscrit son premier but de la saison, alors qu'il évoluait en buteur, à la suite de l'absence de l'international français Alexandre Lacazette. Lyon s'impose finalement 3 buts à 0 face au Dinamo Zagreb pour le premier match européen de son histoire au Parc OL. Dans une saison compliquée, tant à titre individuel que collectif, Maxwel inscrit cependant un but face au LOSC (victoire 1-0) au match aller, et un autre en Ligue Europa lors d'une victoire 7-1 des hommes de Bruno Génésio face à l'AZ Alkmaar. Son total se porte donc à dix buts et deux passes décisives pour sa seconde saison pleine avec les Gones.
Si la saison 2017-2018 voit le départ d'Alexandre Lacazette, cela ne libère pour autant pas une place d'avant-centre pour Maxwel Cornet. En effet, du fait du recrutement de Mariano Díaz Mejía pour jouer dans l'axe, de Bertrand Traoré pour jouer à droite et de l'éclosion du polyvalent Houssem Aouar, son temps de jeu en début de saison est très réduit. Cependant, il parvient à réaliser quelques actions intéressantes dans les quelques matchs qu'il dispute : une passe décisive lors de la première journée contre le RC Strasbourg et surtout une passe décisive, à la suite d'un rush de 25 mètres, pour Bertrand Traoré lors de la victoire des Gones 2-1 au Goodison Park lors de la troisième journée de phases de poules de Ligue Europa, contre l'Everton FC.

Il connaît une saison 2018-2019 très contrastée, il n'a pas la confiance du coach en début de saison et ne profite pas du faible temps de jeu pour être efficace (1 but et une passe décisive en championnat jusqu'à fin mars). 

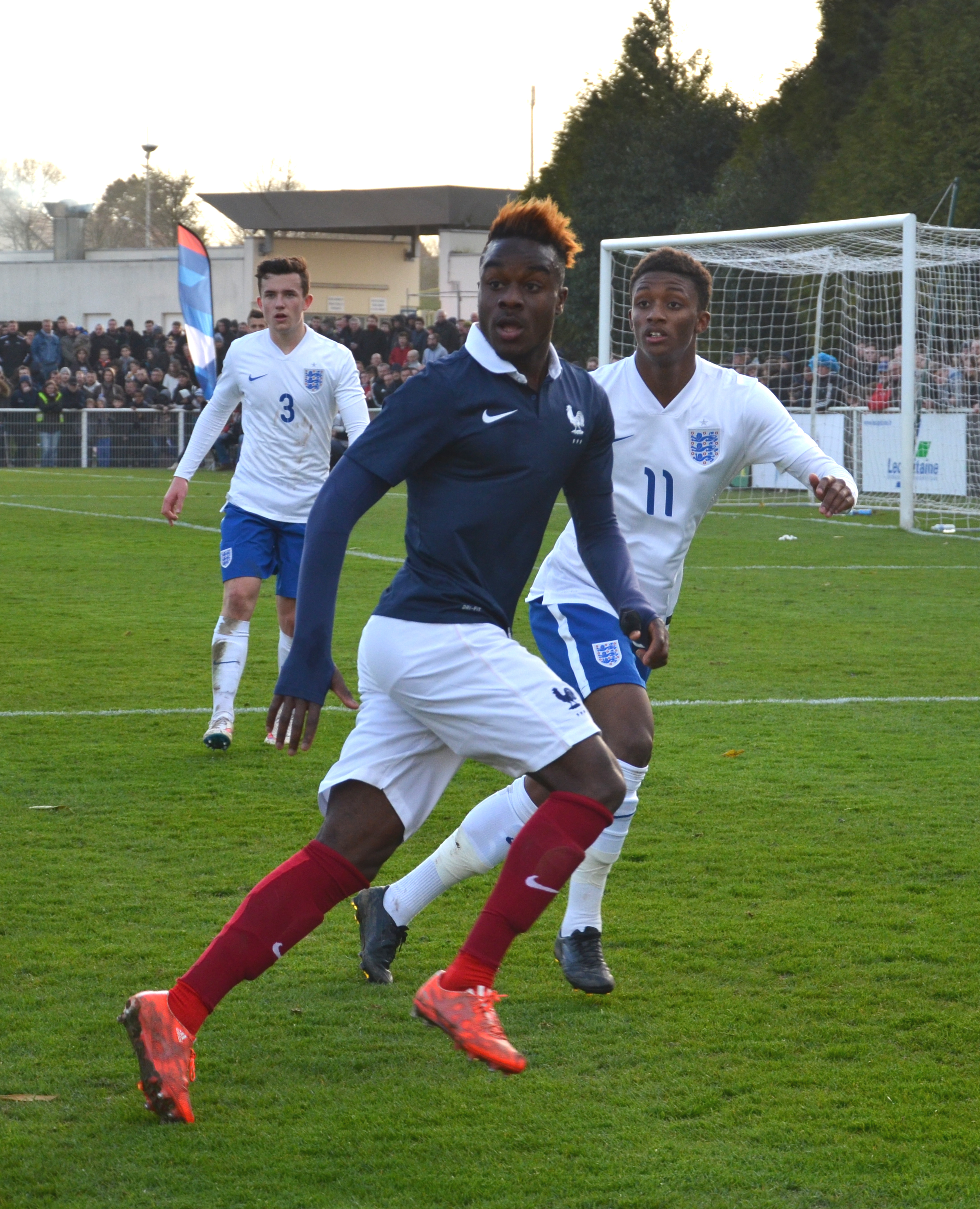
Maxwell Cornet devant Demarai Gray et Ben Chilwell lors des qualifications du championnat d'Europe des moins de 19 ans 2015.

 Cependant, il se fait remarquer lors de la double confrontation en phase de groupe de la Ligue des Champions face à Manchester City : d'abord en inscrivant le premier but de la victoire historique 2-1 sur la pelouse de l'Etihad Stadium le 19 septembre puis par un doublé au Parc OL le 27 novembre, lors du match nul 2-2 de son équipe. Il connaît une fin de saison flamboyante en marquant 6 buts et en délivrant 3 passes décisives sur les 5 derniers matchs de championnat dont un doublé au Vélodrome le 12 mai contre l'OM pour une victoire 3-0.
Le 15 août 2020, il est l'auteur du premier but, à la 24e minute, du match victorieux contre Manchester City en quart de finale de la Ligue des Champions. Il s'agit alors de son quatrième but en trois matches contre l'équipe anglaise.

#### Burnley FC (2021-2022)
Le 29 août 2021, le club anglais de Burnley (Premier League) officialise son arrivée pour un transfert de 15 millions d'euros (dont 15 % reversés au FC Metz) et un contrat de cinq ans.
Le 20 décembre 2021, Maxwel Cornet est élu joueur de l'année par les supports de Burnley, à peine 4 mois après son arrivée.

#### West Ham (depuis 2022)
Malgré la relégation en Championship avec les Clarets, il s'engage le 5 août 2022 en faveur de West Ham et signe pour 5 saisons. Le montant du transfert s'élève à plus de 20 millions d'euros.

### Carrière en sélection nationale
Maxwel Cornet a fait partie de toutes les équipes jeunes de l'Équipe de France, des moins de 16 ans aux moins de 19 ans. Le 3 avril 2017, alors qu'il possède la double nationalité franco-ivoirienne, il fait le choix de représenter l'Équipe nationale de Côte d'Ivoire.
Il honore sa première sélection le 4 juin 2017 lors d'un match amical contre les Pays-Bas (défaite 5-0).

## Statistiques
| Saison                | Club                  | Championnat           | Championnat | Championnat | Championnat | Coupe nationale | Coupe nationale | Coupe nationale | Coupe de la Ligue | Coupe de la Ligue | Coupe de la Ligue | Supercoupe | Supercoupe | Supercoupe | Compétition(s) continentale(s) | Compétition(s) continentale(s) | Compétition(s) continentale(s) | Compétition(s) continentale(s) | Total | Total | Total |
| Saison                | Club                  | Division              | M.          | B.          | P.d.        | M.              | B.              | P.d.            | M.                | B.                | P.d.              | M.         | B.         | P.d.       | Comp.                          | M.                             | B.                             | P.d.                           | M.    | B.    | P.d.  |
| 2012-2013             | FC Metz               | National              | 9           | 1           | 0           | 4               | 2               | 0               | -                 | -                 | -                 | -          | -          | -          | -                              | -                              | -                              | -                              | 13    | 3     | 0     |
| 2013-2014             | FC Metz               | Ligue 2               | 14          | 0           | 0           | 1               | 0               | 0               | 1                 | 0                 | 0                 | -          | -          | -          | -                              | -                              | -                              | -                              | 16    | 0     | 0     |
| Sous-total            | Sous-total            | Sous-total            | 23          | 1           | 0           | 5               | 2               | 0               | 1                 | 0                 | 0                 | -          | -          | -          | -                              | -                              | -                              | -                              | 29    | 3     | 0     |
| 2014-2015             | Olympique lyonnais    | Ligue 1               | 4           | 0           | 0           | -               | -               | -               | -                 | -                 | -                 | -          | -          | -          | C3                             | -                              | -                              | -                              | 4     | 0     | 0     |
| 2015-2016             | Olympique lyonnais    | Ligue 1               | 31          | 8           | 1           | 3               | 3               | 1               | 2                 | 0                 | 0                 | -          | -          | -          | C1                             | 4                              | 1                              | 0                              | 40    | 12    | 2     |
| 2016-2017             | Olympique lyonnais    | Ligue 1               | 33          | 6           | 1           | 2               | 2               | 0               | 1                 | 0                 | 0                 | 1          | 0          | 0          | C1+C3                          | 6+8                            | 1+1                            | 1+0                            | 51    | 10    | 2     |
| 2017-2018             | Olympique lyonnais    | Ligue 1               | 30          | 4           | 5           | 4               | 2               | 1               | 1                 | 0                 | 0                 | -          | -          | -          | C3                             | 8                              | 1                              | 1                              | 43    | 7     | 7     |
| 2018-2019             | Olympique lyonnais    | Ligue 1               | 27          | 7           | 5           | 4               | 2               | 0               | -                 | -                 | -                 | -          | -          | -          | C1                             | 5                              | 3                              | 0                              | 36    | 12    | 5     |
| 2019-2020             | Olympique lyonnais    | Ligue 1               | 22          | 4           | 3           | 4               | 1               | 1               | 4                 | 0                 | 0                 | -          | -          | -          | C1                             | 8                              | 1                              | 1                              | 38    | 6     | 5     |
| 2020-2021             | Olympique lyonnais    | Ligue 1               | 36          | 2           | 5           | 3               | 2               | 1               | -                 | -                 | -                 | -          | -          | -          | -                              | -                              | -                              | -                              | 39    | 4     | 6     |
| 2021-2022             | Olympique lyonnais    | Ligue 1               | 1           | 0           | 0           | -               | -               | -               | -                 | -                 | -                 | -          | -          | -          | -                              | -                              | -                              | -                              | 1     | 0     | 0     |
| Sous-total            | Sous-total            | Sous-total            | 184         | 31          | 20          | 20              | 12              | 3               | 8                 | 0                 | 0                 | 1          | 0          | 0          | -                              | 39                             | 8                              | 2                              | 252   | 51    | 25    |
| 2021-2022             | Burnley FC            | Premier League        | 26          | 9           | 1           | -               | -               | -               | 2                 | 0                 | 1                 | -          | -          | -          | -                              | -                              | -                              | -                              | 28    | 9     | 2     |
| 2022-2023             | West Ham United       | Premier League        | 14          | 0           | 0           | -               | -               | -               | -                 | -                 | -                 | -          | -          | -          | C4                             | 7                              | 0                              | 1                              | 21    | 0     | 1     |
| 2023-2024             | West Ham United       | Premier League        | 7           | 1           | 0           | 2               | 0               | 0               | 1                 | 0                 | 0                 | -          | -          | -          | C3                             | 6                              | 0                              | 1                              | 16    | 1     | 1     |
| Sous-total            | Sous-total            | Sous-total            | 21          | 1           | 0           | 2               | 0               | 1               | 1                 | 0                 | 0                 | -          | -          | -          | -                              | 13                             | 0                              | 1                              | 37    | 1     | 2     |
| 2024-2025             | Southampton FC (prêt) | Premier League        | 2           | 0           | 0           | -               | -               | -               | 2                 | 0                 | 0                 | -          | -          | -          | -                              | -                              | -                              | -                              | 4     | 0     | 0     |
| 2024-2025             | Genoa CFC (prêt)      | Serie A               | 7           | 2           | 1           | -               | -               | -               | -                 | -                 | -                 | -          | -          | -          | -                              | -                              | -                              | -                              | 7     | 2     | 1     |
| Total sur la carrière | Total sur la carrière | Total sur la carrière | 263         | 39          | 22          | 27              | 14              | 4               | 14                | 0                 | 1                 | 1          | 0          | 0          | -                              | 52                             | 8                              | 2                              | 357   | 61    | 29    |

## En équipe nationale
| Saison                | Sélection             | Phases finales        | Phases finales | Phases finales | Phases finales | Éliminatoires | Éliminatoires | Éliminatoires | Matchs amicaux | Matchs amicaux | Matchs amicaux | Total | Total | Total |
| Saison                | Sélection             | Compétition           | M              | B              | Pd             | M             | B             | Pd            | M              | B              | Pd             | M     | B     | Pd    |
| --------------------- | --------------------- | --------------------- | -------------- | -------------- | -------------- | ------------- | ------------- | ------------- | -------------- | -------------- | -------------- | ----- | ----- | ----- |
| 2016-2017             | Côte d'Ivoire         | -                     | -              | -              | -              | 1             | 0             | 0             | 1              | 0              | 0              | 2     | 0     | 0     |
| 2017-2018             | Côte d'Ivoire         | -                     | -              | -              | -              | 3             | 1             | 0             | -              | -              | -              | 3     | 1     | 0     |
| 2018-2019             | Côte d'Ivoire         | CAN 2019              | 5              | 1              | 0              | 4             | 2             | 0             | 3              | 1              | 0              | 12    | 4     | 0     |
| 2019-2020             | Côte d'Ivoire         | -                     | -              | -              | -              | 2             | 0             | 0             | -              | -              | -              | 2     | 0     | 0     |
| 2020-2021             | Côte d'Ivoire         | -                     | -              | -              | -              | 1             | 0             | 0             | 2              | 0              | 0              | 3     | 0     | 0     |
| 2021-2022             | Côte d'Ivoire         | CAN 2021              | 2              | 0              | 0              | 3             | 1             | 1             | -              | -              | -              | 5     | 1     | 1     |
| 2022-2023             | Côte d'Ivoire         | -                     | -              | -              | -              | 1             | 0             | 0             | 1              | 0              | 0              | 2     | 0     | 0     |
| Total sur la carrière | Total sur la carrière | Total sur la carrière | 7              | 1              | 0              | 15            | 4             | 1             | 9              | 1              | 0              | 31    | 6     | 1     |

## Palmarès
| FC Metz (1)                                                       | Olympique lyonnais | West Ham United (1)                          |
| ----------------------------------------------------------------- | --- | -------------------------------------------- |
| - Ligue 2 : - Champion : 2014 - National : - Vice-champion : 2013 | - Coupe de la Ligue - Finaliste : 2020 - Trophée des Champions - Finaliste : 2016 - Coupe Gambardella - Finaliste : 2015 | - Ligue Europa Conférence - Vainqueur : 2023 |